# Hemiergis peronii
Espèce
Synonymes
- Tetradactylus decresiensis Cuvier, 1829
- Seps peronii Gray, 1831
- Chiamela duvaucellii Gray, 1839
- Hemiergis woodwardi Lucas & Frost, 1902
- Lygosoma quadridigitatum Werner, 1910
- Lygosoma peronii tridactylum Boulenger, 1915

Hemiergis peronii est une espèce de sauriens de la famille des Scincidae.

## Répartition
Cette espèce est endémique d'Australie. Elle se rencontre en Australie-Occidentale, en Australie-Méridionale et au Victoria.

## Description
C'est un saurien vivipare.

## Étymologie
Cette espèce est nommée en l'honneur de François Péron.

## Publication originale
- Gray, 1831 "1830" : A synopsis of the species of Class Reptilia. The animal kingdom arranged in conformity with its organisation by the Baron Cuvier with additional descriptions of all the species hither named, and of many before noticed, V Whittaker, Treacher and Co., London, vol. 9, p. 1-481 (texte intégral).